# Fermana Calcio 1997-1998
Questa pagina raccoglie le informazioni riguardanti la Fermana Calcio nelle competizioni ufficiali della stagione 1997-1998.

## Rosa
| N. |                   | Ruolo | Calciatore           |
| -- | ----------------- | ----- | -------------------- |
|    | Italia (bandiera) | A     | Sossio Aruta         |
|    | Italia (bandiera) | P     | Davide Bertaccini    |
|    | Italia (bandiera) | D     | Andrea Bruniera      |
|    | Italia (bandiera) | A     | Giuseppe Bugiolacchi |
|    | Italia (bandiera) | D     | Ivano Cardarelli     |
|    | Italia (bandiera) | C     | Davide Carfora       |
|    | Italia (bandiera) | C     | Alan Carlet          |
|    | Italia (bandiera) |       | Cesta                |
|    | Italia (bandiera) | C     | Marco Cicchi         |
|    | Italia (bandiera) | C     | Bruno Conca          |
|    | Italia (bandiera) | C     | Guido Di Fabio       |
|    | Italia (bandiera) | C     | Alessandro Di Matteo |
|    | Italia (bandiera) | A     | Davide Di Nicola     |
|    | Italia (bandiera) | C     | Emanuele Gambino     |
|    | Italia (bandiera) | D     | Paolo Grossi         |
|    | Italia (bandiera) | D     | Pier Paolo Lauretti  |

| N. |                   | Ruolo | Calciatore           |
| -- | ----------------- | ----- | -------------------- |
|    | Italia (bandiera) | A     | Saverio Luciani      |
|    | Italia (bandiera) | C     | Christian Manfredini |
|    | Italia (bandiera) | C     | Francesco Meacci     |
|    | Italia (bandiera) | D     | Stefano Medda        |
|    | Italia (bandiera) | D     | Eddy Mengo           |
|    | Italia (bandiera) | D     | Francesco Miccoli    |
|    | Italia (bandiera) | C     | Marco Morbidoni      |
|    | Italia (bandiera) | D     | Alessio Morelli      |
|    | Italia (bandiera) | A     | Andrea Pandolfi      |
|    | Italia (bandiera) | A     | Marco Pelliccia      |
|    | Italia (bandiera) | D     | Daniele Portanova    |
|    | Italia (bandiera) | P     | Francesco Ripa       |
|    | Italia (bandiera) | A     | Tommaso Rocchi       |
|    | Italia (bandiera) | C     | Mauro Salvagno       |
|    | Italia (bandiera) | C     | Massimo Scoponi      |
|    | Italia (bandiera) | C     | Leandro Vessella     |

## Risultati

### Campionato

#### Girone di andata
| 31 agosto 1997 1ª giornata | Fermana | 1 – 0 | Nocerina |  |

| 7 settembre 1997 2ª giornata | Casarano | 2 – 0 | Fermana |  |

| 14 settembre 1997 3ª giornata | Fermana | 1 – 0 | Atletico Catania |  |

| 21 settembre 1997 4ª giornata | Juve Stabia | 2 – 2 | Fermana |  |

| 28 settembre 1997 5ª giornata | Fermana | 0 – 0 | Savoia |  |

| 5 ottobre 1997 6ª giornata | Ischia Isolaverde | 2 – 1 | Fermana |  |

| 12 ottobre 1997 7ª giornata | Fermana | 0 – 2 | Giulianova |  |

| 19 ottobre 1997 8ª giornata | Ascoli | 0 – 0 | Fermana |  |

| 26 ottobre 1997 9ª giornata | Fermana | 2 – 3 | Cosenza |  |

| 9 novembre 1997 10ª giornata | Gualdo | 1 – 1 | Fermana |  |

| 16 novembre 1997 11ª giornata | Battipagliese | 2 – 2 | Fermana |  |

| 23 novembre 1997 12ª giornata | Fermana | 2 – 2 | Ternana |  |

| 30 novembre 1997 13ª giornata | Fermana | 2 – 1 | Acireale |  |

| 14 dicembre 1997 14ª giornata | Lodigiani | 1 – 0 | Fermana |  |

| 21 dicembre 1997 15ª giornata | Fermana | 1 – 0 | Turris |  |

| 28 dicembre 1998 16ª giornata | Avellino | 2 – 0 | Fermana |  |

| 11 gennaio 1998 17ª giornata | Fermana | 2 – 1 | Palermo |  |

#### Girone di ritorno
| 18 gennaio 1998 18ª giornata | Nocerina | 2 – 0 | Fermana |  |

| 25 gennaio 1998 19ª giornata | Fermana | 3 – 1 | Casarano |  |

| 1º febbraio 1998 20ª giornata | Atletico Catania | 1 – 3 | Fermana |  |

| 8 febbraio 1998 21ª giornata | Fermana | 0 – 1 | Juve Stabia |  |

| 15 febbraio 1998 22ª giornata | Savoia | 0 – 0 | Fermana |  |

| 22 febbraio 1998 23ª giornata | Fermana | 1 – 0 | Isola d'Ischia |  |

| 1º marzo 1998 24ª giornata | Giulianova | 2 – 1 | Fermana |  |

| 8 marzo 1998 25ª giornata | Fermana | 0 – 2 | Ascoli |  |

| 15 marzo 1998 26ª giornata | Cosenza | 2 – 1 | Fermana |  |

| 22 marzo 1998 27ª giornata | Fermana | 1 – 0 | Gualdo |  |

| 5 aprile 1998 28ª giornata | Fermana | 2 – 1 | Battipagliese |  |

| 11 aprile 1998 29ª giornata | Ternana | 3 – 1 | Fermana |  |

| 19 aprile 1998 30ª giornata | Acireale | 1 – 1 | Fermana |  |

| 26 aprile 1998 31ª giornata | Fermana | 0 – 2 | Lodigiani |  |

| 3 maggio 1998 32ª giornata | Turris | 2 – 0 | Fermana |  |

| 10 maggio 1998 33ª giornata | Fermana | 3 – 2 | Avellino |  |

| 17 maggio 1998 34ª giornata | Palermo | 4 – 1 | Fermana |  |